# Engelepogon antiochienensis
Engelepogon antiochienensis là một loài ruồi trong họ Asilidae. Engelepogon antiochienensis được Tsacas miêu tả năm 1964. Loài này phân bố ở vùng Cổ Bắc giới và châu Á.